# Levin Christian Wiede
Levin Christian Wiede, född 11 oktober 1804 i Locknevi församling, Kalmar län, död 8 juni 1882 i Ekebyborna församling, Östergötlands län, var en svensk präst. 

## Biografi
Levin Christian Wiede föddes 1804 i Locknevi socken. Han var son till komministern i Säby församling. Wiede blev höstterminen 1823 student vid Uppsala universitet och prästvigdes 25 april 1830. Han blev 23 april 1845 bibliotekarie i Linköpings bibliotek, tillträdde 1847 och var även från 1856 domesticus episcopi. Wiede avlade 21 november 1857 pastoralexamen och blev 24 februari 1868 kyrkoherde i Västra Husby församling, tillträdde 1869. Han blev 24 januari 1876 kyrkoherde i Ekebyborna församling, tillträdde 1878 och blev 1880 ledamot av Nordstjärneorden. Wiede avled 1882 i Ekebyborna socken. Den 13 juli 1884 reste några vänner till Wiede en stor minnesvård.
Wiede var under sin livstid ledamot i Kungliga Vitterhets Historie och Antikvitets Akademien, Svenska fornskriftsällskapet, Svenska fornminnesföreningen och satt i styrelsen för Östergötlands fornminnesförening och Congrès international d'anthropologie et d'archéologie préhistoriques.

### Familj
Wiede gifte sig 6 oktober 1854 med Augusta Josephina Mathilda Widman (1826–1904), dotter till handlanden Isak Widman och Anna Margareta Hervander i Linköping. De fick tillsammans barnen Anna Sofia Wiede (1856–1858), Paul Alfrid Wiede (1858–1861), Hilda Augusta Wiede (född 1861), postexpeditören Sigrid Sofia Wiede (född 1863) i Linköping.